# آپارهانت
آپارهانت (به مجاری: Aparhant) یک شهرداری در مجارستان است که در ناحیه بونیهاد واقع شده‌است. آپارهانت ۱۷٫۹۶ کیلومتر مربع مساحت و ۱٬۱۳۹ نفر جمعیت دارد.